# Інтерлейкін-5
Інтерлейкін-5, IL5 (англ. Interleukin 5) – білок, який кодується геном IL5, розташованим у людей на короткому плечі 5-ї хромосоми.  Довжина поліпептидного ланцюга білка становить 134 амінокислот, а молекулярна маса — 15 238.
| 10         |  | 20         |  | 30         |  | 40         |  | 50         |
| ---------- |  | ---------- |  | ---------- |  | ---------- |  | ---------- |
| MRMLLHLSLL |  | ALGAAYVYAI |  | PTEIPTSALV |  | KETLALLSTH |  | RTLLIANETL |
| RIPVPVHKNH |  | QLCTEEIFQG |  | IGTLESQTVQ |  | GGTVERLFKN |  | LSLIKKYIDG |
| QKKKCGEERR |  | RVNQFLDYLQ |  | EFLGVMNTEW |  | IIES       |  |            |

A: Аланін

C: Цистеїн

D: Аспарагінова кислота

E: Глутамінова кислота

F: Фенілаланін

G: Гліцин

H: Гістидин

I: Ізолейцин

K: Лізин

L: Лейцин

M: Метіонін

N: Аспарагін

P: Пролін

Q: Глутамін

R: Аргінін

S: Серин

T: Треонін

V: Валін

W: Триптофан

Кодований геном білок за функціями належить до цитокінів, факторів росту. 
Секретований назовні.